# Novo Mundo
Novo Mundo est une municipalité brésilienne située dans l'État du Mato Grosso.